# St. Lambertus (Hückelhoven)

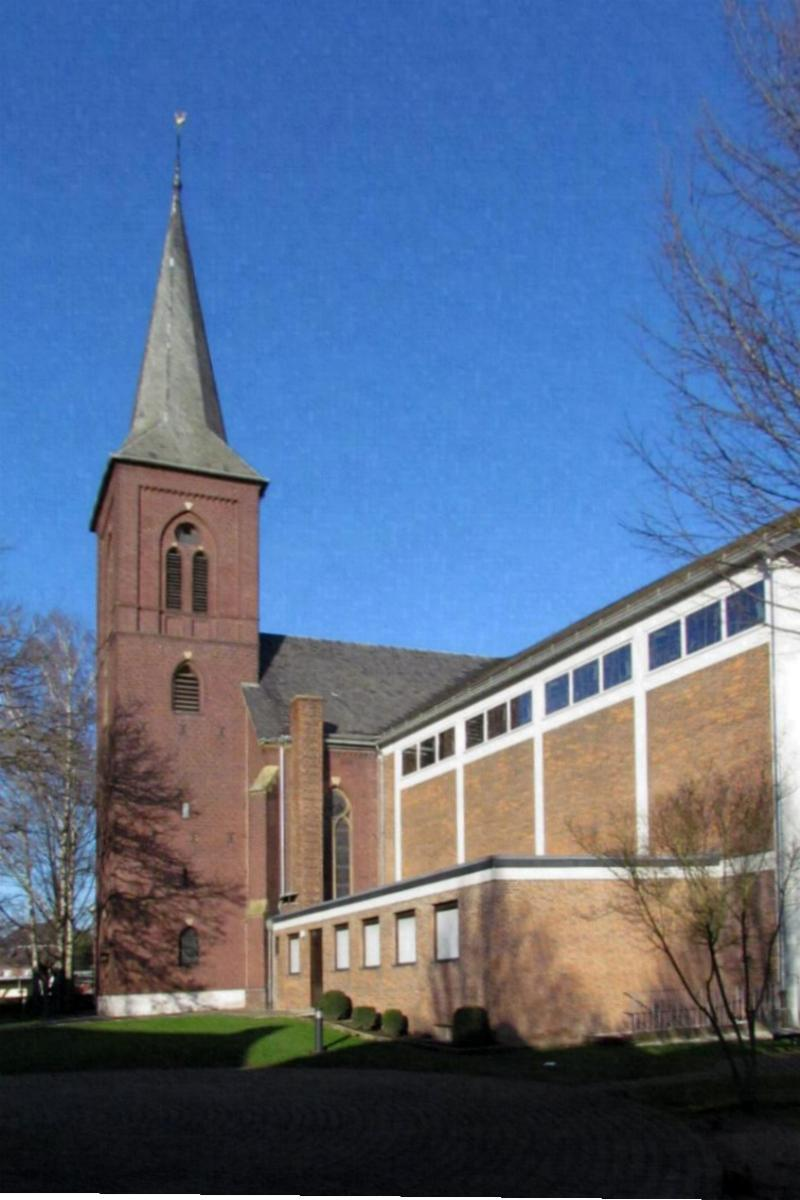
St. Lambertus in Hückelhoven

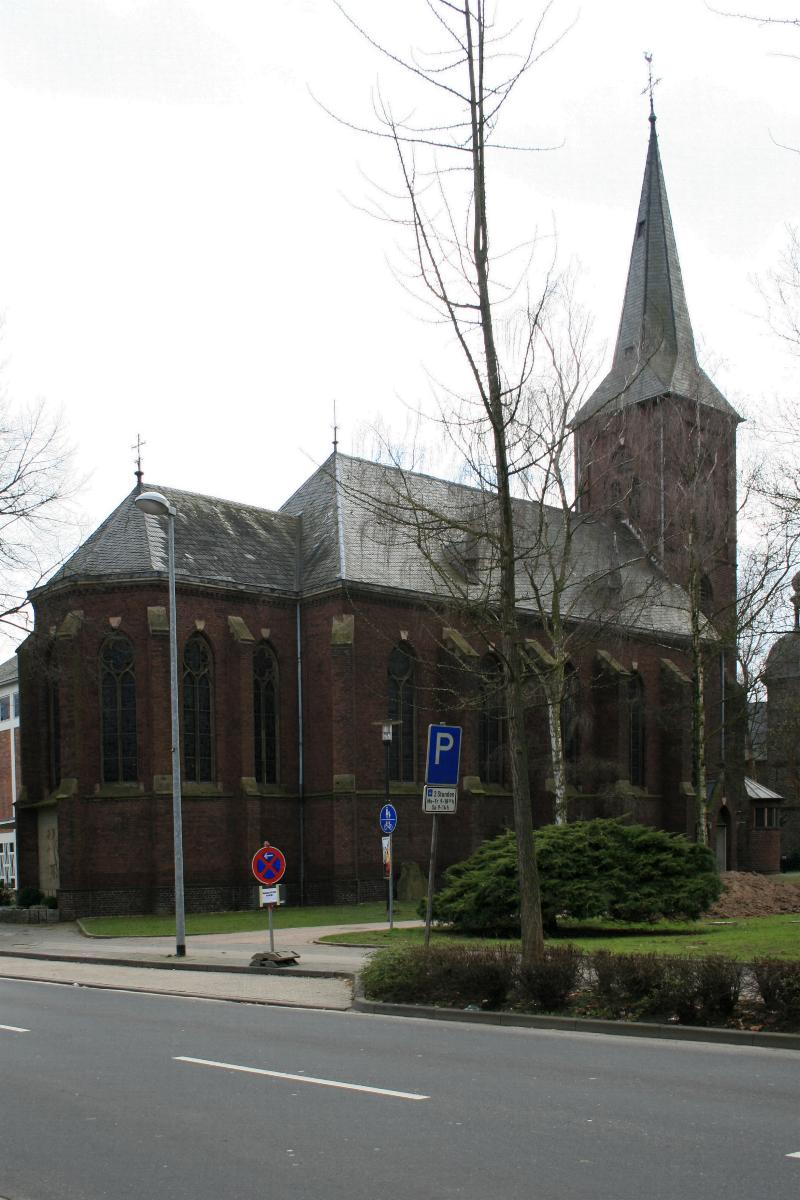
Alter Teil

St. Lambertus ist eine römisch-katholische Pfarrkirche in Hückelhoven im Kreis Heinsberg in Nordrhein-Westfalen.
Die Kirche ist dem hl. Lambert von Lüttich geweiht und unter Nummer 12 in die Liste der Baudenkmäler in Hückelhoven eingetragen. Sie ist Pfarrkirche der am 1. Januar 2010 gegründeten Pfarrei St. Lambertus und St. Barbara/Hückelhoven.

## Lage
Das Kirchengebäude befindet sich im alten Ortskern von Hückelhoven an der Dinstühlerstraße (L 364).

## Geschichte
Im 13. Jahrhundert verfügte Hückelhoven bereits über eine eigene Kirche. Im Jahr 1261 erhielt Silbert von Hückelhoven das Patronatsrecht. 1550 war Hückelhoven eigenständige Pfarrei. Im 16. Jahrhundert wurde Hückelhoven zwischenzeitlich protestantisch, danach aber wieder katholisch.
Bis zur Franzosenzeit gehörte der Ort zum Bistum Lüttich und kam 1802 an das neu gegründete Bistum Aachen. Nachdem dieses Bistum aufgelöst worden war, kam die Pfarrei 1825 an das Erzbistum Köln. Seit der Wiedergründung 1930 gehört Hückelhoven nun wieder zum Bistum Aachen.
1933 wurde im nördlichen Teil der Pfarrei die Kirche St. Barbara erbaut, da Hückelhoven aufgrund des Bergbaus sehr stark angewachsen war. Am 21. Januar 1960 wurde der Rektoratsbezirk St. Barbara vollständig von St. Lambertus abgetrennt und zur eigenständigen Pfarrei erhoben. Zum 1. Januar 2010 wurden sowohl die Pfarrei St. Barbara als auch die Pfarrei St. Lambertus aufgelöst und zur neuen Pfarrei St. Lambertus und St. Barbara fusioniert. St. Lambertus wurde Pfarrkirche der neuen Pfarrgemeinde, St. Barbara Filialkirche. Die St. Barbara-Kirche wurde im September 2016 profaniert, seitdem gibt es in der Kernstadt von Hückelhoven nur noch St. Lambertus als katholische Kirche.

## Baugeschichte

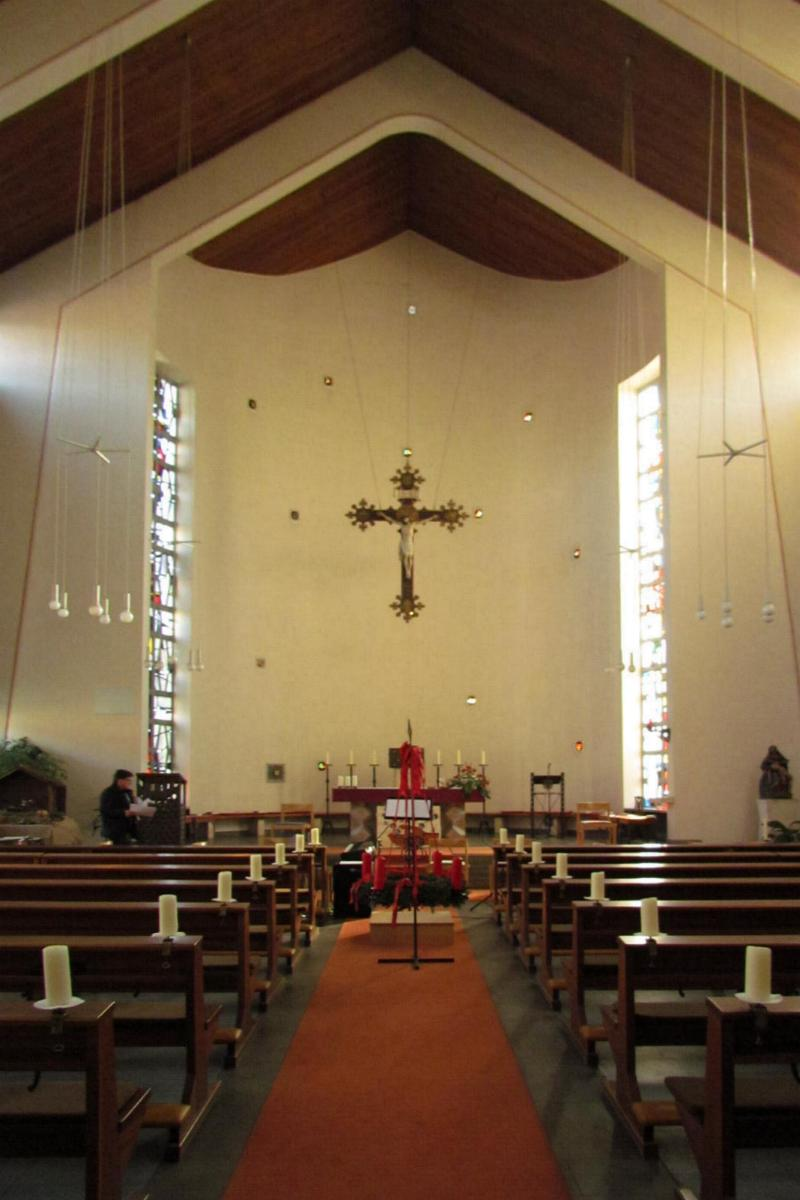
Innenraum, Neuer Teil

Über die im 13. Jahrhundert genannte Kirche ist nichts näheres bekannt. Im 17. Jahrhundert erhielt die Kirche ein neues Langhaus und 1691/92 eine neue Sakristei. 1773 wurde ein neuer Glockenturm erbaut, nur der Chor, welcher älter war, blieb erhalten. Dieser Chor war jedoch 1883 so baufällig, dass der Triumphbogen zugemauert wurde und der Chor somit nicht mehr betreten werden konnte. Durch diese Maßnahme wurde das Gotteshaus viel zu klein für die Gemeinde, sodass die Pfarrei einen Kirchenneubau beschloss. Hierzu reichten die Architekten Heinrich Wiethase aus Köln, Jakob Frieling aus Jülich und Peter Bartz aus Heinsberg Entwürfe ein, die jedoch alle drei von den Verantwortlichen der Pfarrei abgelehnt worden sind.
Letztlich entschied man sich für den Entwurf des Neusser Regierungsbaumeisters Julius Busch. Nachdem die alte Pfarrkirche mit Ausnahme des Turmesabgebrochen war, wurde nach seinen Plänen zwischen 1887 und 1888 die neue Kirche erbaut und der Glockenturm aus 1773 um ein Geschoss erhöht. Die feierliche Kirchweihe erfolgte am 10. Juli 1889.
Die Schäden des Zweiten Weltkriegs konnten bis 1948 vollständig beseitigt werden. Im Jahr 1954 wurde an die Nordseite des Glockenturms eine halbrunde Marienkapelle angebaut. Im Verlauf der 1950er Jahre wurde die Pfarrkirche zu klein und man beschloss die Kirche zu erweitern. Mit den Planungen wurde der Kölner Architekt Wilhelm Hartmann betraut. 1961 konnte mit dem Bau begonnen werden und 1963 war der Anbau fertiggestellt. Entstanden ist eine Art Doppelkirche. Hierbei wurden vier Joche der Südwand der alten Pfarrkirche aufgebrochen und daran im rechten Winkel die neue Kirche als Hallenbau angebaut. Die Konsekration der erweiterten und umgebauten Kirche fand schließlich am 15. September 1963 statt.
Zwischen 1991 und 1992 wurde der alte Teil der Kirche zu einer Werktagskirche umgebaut, die Pläne dazu lieferte Wolfgang Emondts.

## Baubeschreibung
Der alte Teil der Kirche ist eine neugotische Saalkirche in fünf Jochen aus Backsteinen mit einem vorgebauten viergeschossigen Glockenturm mit achtseitiger Haube im Westen und einem einjochigen und fünfseitig geschlossenen Chor im Osten. Der Innenraum wird von Kreuzrippengewölben überspannt und die Fenster besitzen zweibahniges Maßwerk.
Der neue Teil der Kirche ist in Formen der Moderne erbaut und nach Süden ausgerichtet. Durchbrüche der vier östlichen Joche der alten Kirche verbinden beide Kirchenteile. Das Kirchenschiff ist vierachsig und verjüngt sich nach Süden hin, wo es dann mit einer halbrunden Apsis schließt.

## Ausstattung

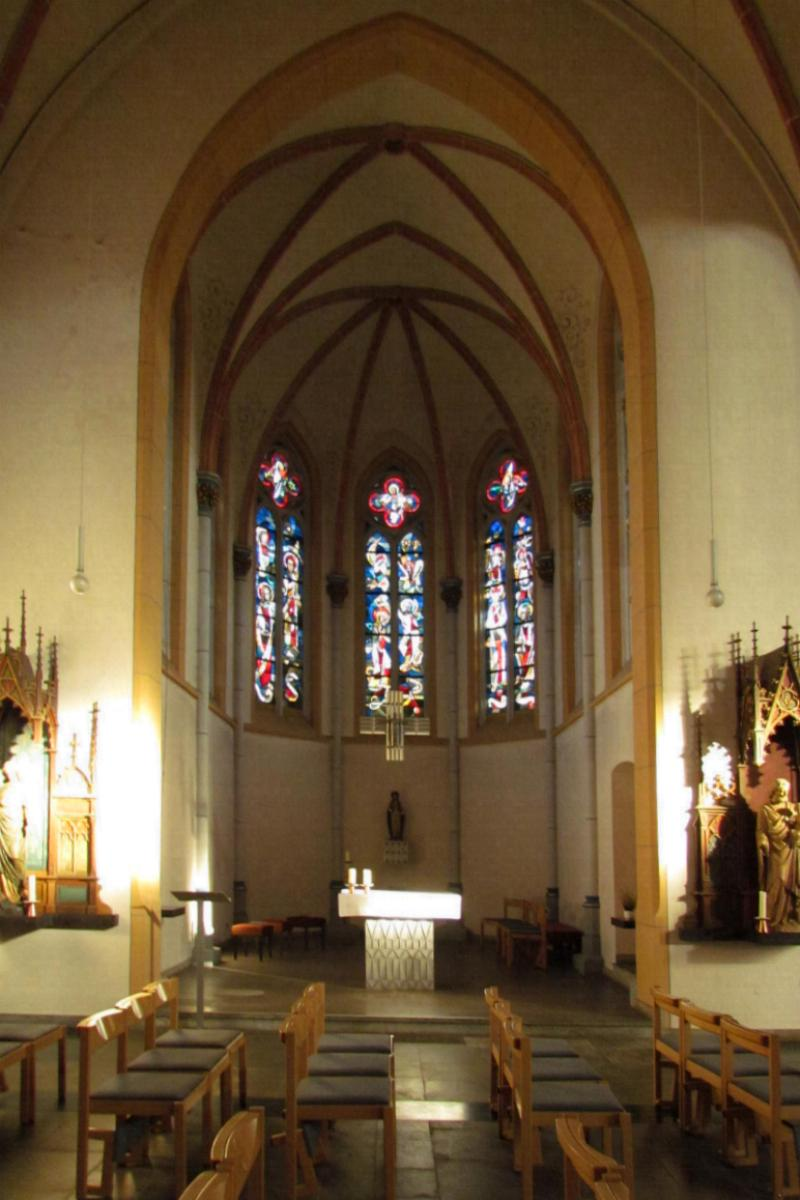
Blick in den alten Chor

Der Altar im neuen Teil der Pfarrkirche besteht aus römischem Travertin und wurde 1962 nach Entwurf von Wilhelm Hartmann angefertigt. Das aus Bronze bestehende und mit Bergkristallen besetzte Tabernakel schuf Bildhauer Peter Haak aus Erkelenz ebenfalls 1962. Den Ambo schuf Michael Franke 1984 aus Bronze. Über dem Altar hängt ein neugotisches Triumphkreuz aus dem 19. Jahrhundert, welches sich bis 1962 im alten Teil der Kirche befand. Ältestes Ausstattungsstück im modernen Teil ist eine Pietà aus dem 16. Jahrhundert. Die Orgel aus 1975 ist ein Werk der Orgelbauwerkstatt Heinz Wilbrand aus Übach-Palenberg und besitzt 22 Register und eine elektrische Traktur. Die Buntglasfenster sind Werke des Künstlers Eduard Horst aus dem Jahr 1961.
Im alten Kirchenteil befindet sich seit 1992 ein Altar und Tabernakel des Künstlers Peter Haak, beide befanden sich bis dahin in der Kapelle des ehemaligen Altenheims von Hückelhoven. Ältestes Ausstattungsstück ist der aus Namurer Blaustein bestehende Taufstein, eine Arbeit des 12. oder 13. Jahrhunderts. Dieser befand sich schon in der im 13. Jahrhundert erwähnten Kirche. Von der neugotischen Ausstattung haben sich die beiden Retabel der Nebenaltäre aus dem 19. Jahrhundert sowie ein Beichtstuhl erhalten. Die Buntglasfenster schuf Eduard Horst zwischen 1952 und 1955.

## Glocken
In den Jahren 1913 und 1924 lieferte die Glockengießerei Otto aus Hemelingen/Bremen insgesamt fünf Bronzeglocken mit einem Gesamtgewicht von knapp 3000 kg. Von diesem Vorgängergeläut blieben nur die beiden kleinsten Glocken erhalten. Die anderen mussten zur Rüstungsproduktion während des Zweiten Weltkriegs abgegeben werden. Sie wurden 1960 durch Gussstahlglocken des Bochumer Vereins für Gussstahlfabrikation ersetzt.
| Glocke | Schlagton | Gießer                                   | Gussjahr |
| ------ | --------- | ---------------------------------------- | -------- |
| 1      | e¹        | Bochumer Verein für Gussstahlfabrikation | 1960     |
| 2      | fis¹      | Bochumer Verein für Gussstahlfabrikation | 1960     |
| 3      | gis¹      | Bochumer Verein für Gussstahlfabrikation | 1960     |
| 4      | h¹        | Glockengießerei Otto, Bremen-Hemelingen  | 1914     |
| 5      | cis²      | Glockengießerei Otto, Bremen-Hemelingen  | 1924     |

- Besonderheit: Glocke 1 wurde in der eher seltenen Dur-Rippe gegossen
- Läutemotiv: „Ausgefülltes Salve Regina“

## Pfarrer
Folgende Pfarrer wirkten bislang an St. Lambertus:
- 1928–1938: Gerhard Frenken
- 1938–1944: Fritz Dinstühler
- 1945–1946: Paul Wipperfürth
- 1946–1947: Heinrich Florenz
- 1947–1977: Paul Schaaf
- 1977–2003: Dieter Wintz
- 2003–2011: Jürgen Frisch
- 2011–2013: Klaus Jansen
- 2013–2014: Gottfried Maria Graaff (Pfarradministrator)
- 2014–2016: Winfried Müller (Pfarradministrator)
- 2016–2018: Georg Kaufmann
- Seit 2019: P. Anton Steinberger OSFS

Im Mai 2023 wurde Dieter Wintz vom Bistum Aachen öffentlich als Missbrauchstäter benannt. Im August 2023 wurde Georg Kaufmann wegen Untreue zu zweieinhalb Jahren Haft verurteilt.